# Hofanlage Im Sande
Die Hofanlage Im Sande 2 in Dötlingen östlich des Kerns stammt aus dem 19. Jahrhundert.
Aktuell (2023) wird sie landwirtschaftlich genutzt.
Die Gebäude stehen unter Denkmalschutz (siehe auch Liste der Baudenkmale in Dötlingen).

## Beschreibung
Die Hofanlage mit markantem Baumbestand besteht aus:
- dem eingeschossigen giebelständigen Wohn- und Wirtschaftsgebäude aus der ersten Hälfte des 19. Jahrhunderts als Zweiständer-Hallenhaus in Fachwerk mit sichtbaren Steinausfachungen sowie mit reetgedecktem Krüppelwalmdach als Niedersachsengiebel mit Uhlenloch,
- dem eingeschossigen giebelständigen Speicher aus der Mitte des 19. Jahrhunderts in Fachwerk mit Steinausfachungen und Satteldach; Westgiebel in Stein, Ostgiebel verbrettert,
- dem eingeschossigen traufständigen, sehr breiten Stall aus der zweiten Hälfte des 19. Jahrhunderts in Fachwerk mit Steinausfachungen, Krüppelwalmdach und Giebeleinfahrten sowie mit zwei traufseitigen Anbauten mit Schleppdächern und
- den weiteren nicht denkmalgeschützten Nebengebäuden.

Das Landesdenkmalamt befand: „… geschichtliche Bedeutung … als beispielhafte Hofanlage des 19. Jhs. …“